# Rouleau enluminé du concours poétique des artisans au Tōhokuin
Le Rouleau enluminé du concours poétique des artisans au Tōhokuin (東北院職人歌合絵卷, Tōhokuin shokunin utaawase emaki) est un emaki japonais datant de la première moitié du XIVe siècle à l’époque de Kamakura. Conservé au musée national de Tokyo, il est classé bien culturel important.

## Art desemaki
Apparu au Japon grâce aux échanges avec l’Empire chinois, l’art de l’emaki se diffusa largement auprès de l’aristocratie à l’époque de Heian (794–1185). Un emaki se compose d’un ou plusieurs longs rouleaux de papier narrant une histoire au moyen de textes et de peintures de style yamato-e. Le lecteur découvre le récit en déroulant progressivement les rouleaux avec une main tout en le ré-enroulant avec l’autre main, de droite à gauche (selon le sens d’écriture du japonais), de sorte que seule une portion de texte ou d’image d’une soixantaine de centimètres est visible. La narration suppose un enchaînement de scènes dont le rythme, la composition et les transitions relèvent entièrement de la sensibilité et de la technique de l’artiste. Les thèmes des récits étaient très variés : illustrations de romans, de chroniques historiques, de textes religieux, de biographies de personnages célèbres, d’anecdotes humoristiques ou fantastiques,…

## Description
L’emaki se compose d’un rouleau de papier mesurant 544,5 × 29,1 cm et composé d’une succession de textes — essentiellement des poèmes — et de portraits de poètes. Il appartient au genre des utaawase-e, c’est-à-dire les illustrations de concours de poésie populaires dans la peinture japonaise,. Le concours représenté sur le rouleau est celui du temple bouddhique Tōhokuin en 1214, où les participants provenaient de la population (shokunin, soit artisans, guérisseurs, prêtres...), en émulation aux concours de poésie qui se tenaient typiquement à la cour parmi l’aristoratie. L’œuvre se rattache aussi plus généralement aux peintures de poètes (kasen-e) ainsi qu’aux peintures d’artisans (shokunin-e). Le rouleau dépeint onze personnages : le juge du concours et dix participants. Comme traditionnellement, les participants sont présentés par paire, assis et se faisant face.
Les portraits sont réalisés dans le style nise-e, un mouvement de la peinture yamato-e qui apparaît à l’époque de Kamakura et vise à représenter les visages de façon réaliste et individualisée, en opposition aux portraits stylisés de l’époque précédente. La peinture y est apposée avec légèreté, laissant le papier partiellement à nu. En l’absence de tout décor, seuls les costumes et éventuellement quelques objets indiquent la profession de chaque participant.

## Autres versions
D’autres emaki illustrant le concours de poésie du Tōhokuin existent, réparti en deux groupes selon le nombre de participants (dix ou vingt-quatre), mais la version la plus ancienne est celle du musée national de Tokyo, dont la date de création est estimée au début du XIVe siècle.